# بزرگراه جلال آل احمد

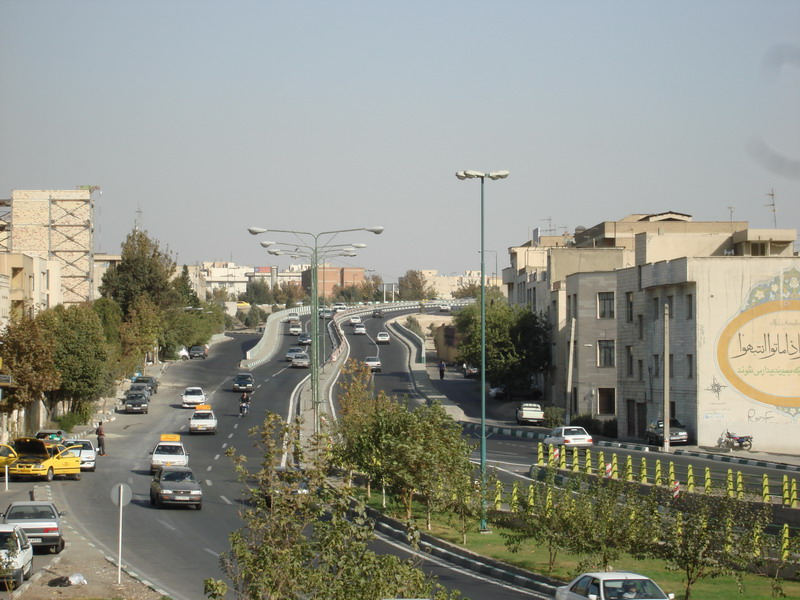
نمای شرقی - محدوده پل آزمایش

بزرگراه جلال آل احمد با نام پیشین بزرگراه فرحزاد و با شماره بزرگراه ۳۴ یکی از بزرگراه‌های تهران است که جهت شرقی-غربی دارد. این بزرگراه که در غرب و مرکز تهران واقع شده، از تقاطع با بزرگراه‌های گمنام و چمران آغاز شده و به بزرگراه اشرفی اصفهانی منتهی می‌شود.

## تقاطع‌ها
| از شرق به غرب                    | از شرق به غرب               | از شرق به غرب |
| -------------------------------- | --------------------------- | ------------- |
| زیرگذر گیشا                      | بزرگراه چمران بزرگراه گمنام |               |
| ایستگاه متروی دانشگاه تربیت مدرس |                             |               |
|                                  | بلوار پاتریس لومومبا        |               |
| پل آزمایش                        | بزرگراه شیخ فضل‌الله نوری    |               |
|                                  | بلوار جانبازان              |               |
|                                  | بلوار آریافر                |               |
| دوربرگردان                       |                             |               |
|                                  | بزرگراه یادگار امام         |               |
|                                  | خیابان آرش                  |               |
| دوربرگردان                       |                             |               |
|                                  | بزرگراه اشرفی اصفهانی       |               |
| از غرب به شرق                    |                             |               |